# Liste der Biografien/Wins
Liste der Biografien |
Portal Biografien |
Personensuche
# |
A |
B |
C |
D |
E |
F |
G |
H |
I |
J |
K |
L |
M |
N |
O |
P |
Q |
R |
S |
T |
U |
V |
W |
X |
Y |
Z |
?
 
Wa |
Wc |
Wd |
We |
Wh |
Wi |
Wj |
Wl |
Wn |
Wo |
Wr |
Ws |
Wt |
Wu |
Ww |
Wy |
Wz
 
Wia |
Wib |
Wic |
Wid |
Wie |
Wif |
Wig |
Wih |
Wii |
Wij |
Wik |
Wil |
Wim |
Win |
Wio |
Wip |
Wir |
Wis |
Wit |
Wiv |
Wiw |
Wix |
Wiz
 
Wina |
Winb |
Winc |
Wind |
Wine |
Winf |
Wing |
Winh |
Wini |
Wink |
Winl |
Winm |
Winn |
Wino |
Winq |
Winr |
Wins |
Wint |
Winw |
Winz
Die Liste der Biografien führt alle Personen auf, die in der deutschsprachigen Wikipedia einen Artikel haben. Dieses ist eine Teilliste mit 90 Einträgen von Personen, deren Namen mit den Buchstaben „Wins“ beginnt.

## Wins
- Wins, Thomas (* 1385), Ratsherr und Bürgermeister von Berlin

### Winsa
- Winsauer, Ernst (1890–1962), österreichischer Politiker, Vorarlberger Landeshauptmann der ersten Republik, Mitglied des Nationalrates und des Bundesrates
- Winsauer, Michael (* 1982), österreichischer FußballspielerMichael Winsauer (* 1982)

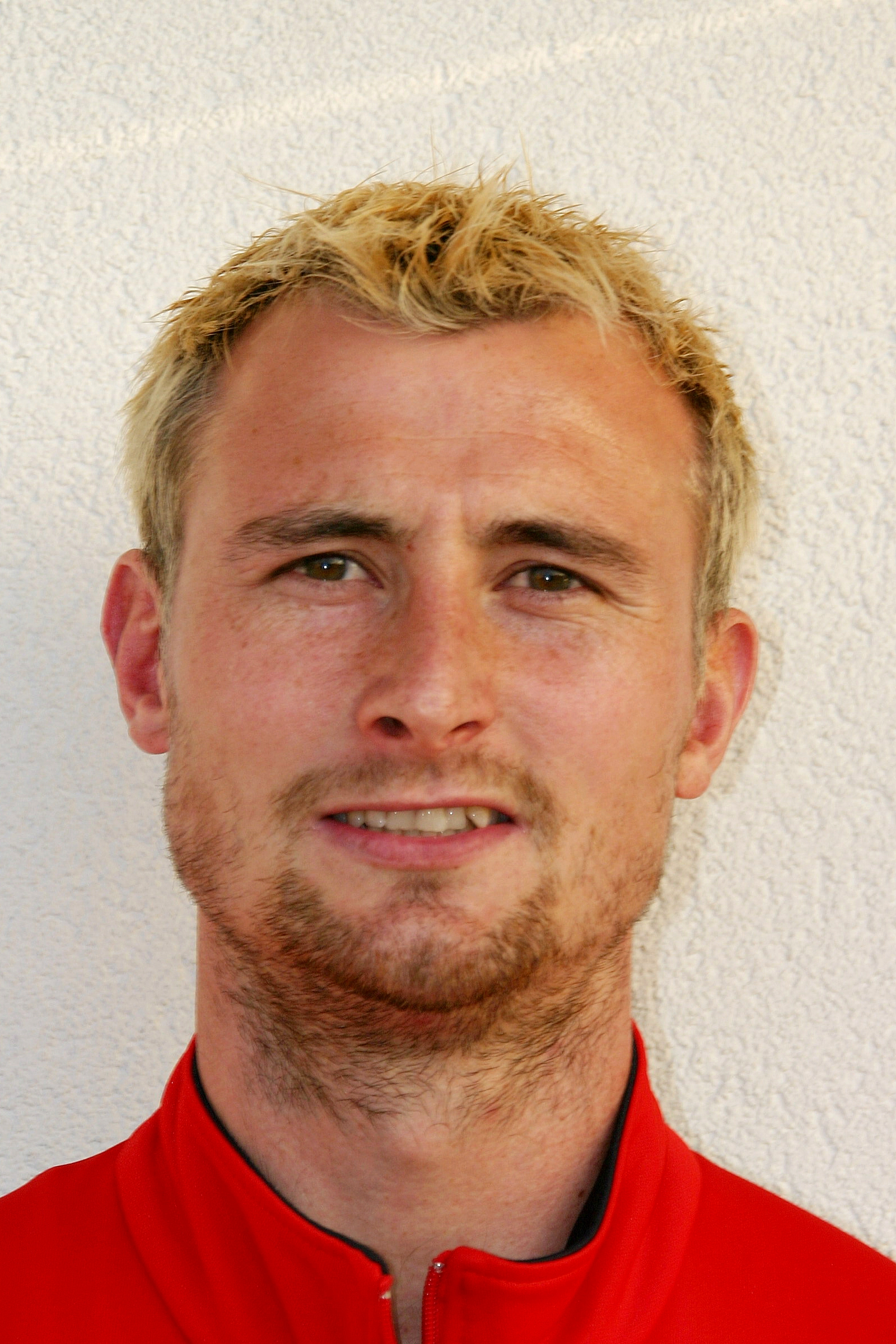
Michael Winsauer (* 1982)

- Winsauer, Thomas (* 1979), österreichischer Politiker (ÖVP), Landtagsabgeordneter
- Winsauer, Werner (1928–2010), österreichischer Politiker (ÖVP), Abgeordneter zum Nationalrat

### Winsb
- Winsberg, Louis (* 1963), französischer Jazz-Gitarrist

### Winsc
- Winsch, John, US-amerikanischer Ansichtskartenverleger
- Winschermann, Helmut (* 1920), deutscher Oboist, Hochschullehrer und Dirigent
- Winschuh, Josef (1897–1970), deutscher Journalist, Unternehmer und Politiker (DVP, DDP), MdR

### Winse
- Winsel, Bodo (1806–1865), deutscher Maler und Fotograf
- Winselmann, Holger (* 1963), deutscher Handballspieler und -trainer
- Winsemius, Pieter (* 1942), niederländischer Politiker (VVD), Minister und Hochschullehrer

### Winsh
- Winsheim, Christian Nicolaus von (1694–1751), deutsch-russischer Astronom, Geograph und Konferenzsekretär der Russischen Akademie der Wissenschaften
- Winsheim, Veit (1501–1570), deutscher Rhetoriker und Gräzist
- Winsheim, Veit der Jüngere (1521–1608), ungarischer Rechtswissenschaftler
- Winship, Blanton (1869–1947), US-amerikanischer Gouverneur von Puerto Rico und Militär-Anwalt

### Winsi
- Winsingues, Aubert (1906–1932), französischer Radrennfahrer

### Winsk
- Winski, Brian E. (* 1967), US-amerikanischer Offizier, Generalmajor der US-Army
- Winski, Colin (1957–2007), US-amerikanischer Rockabilly-Sänger
- Winskowsky, Ulf (* 1958), deutscher Fußballspieler

### Winsl
- Winslet, Beth (* 1978), britische Schauspielerin
- Winslet, Kate (* 1975), britische Schauspielerin und SängerinKate Winslet (* 1975)

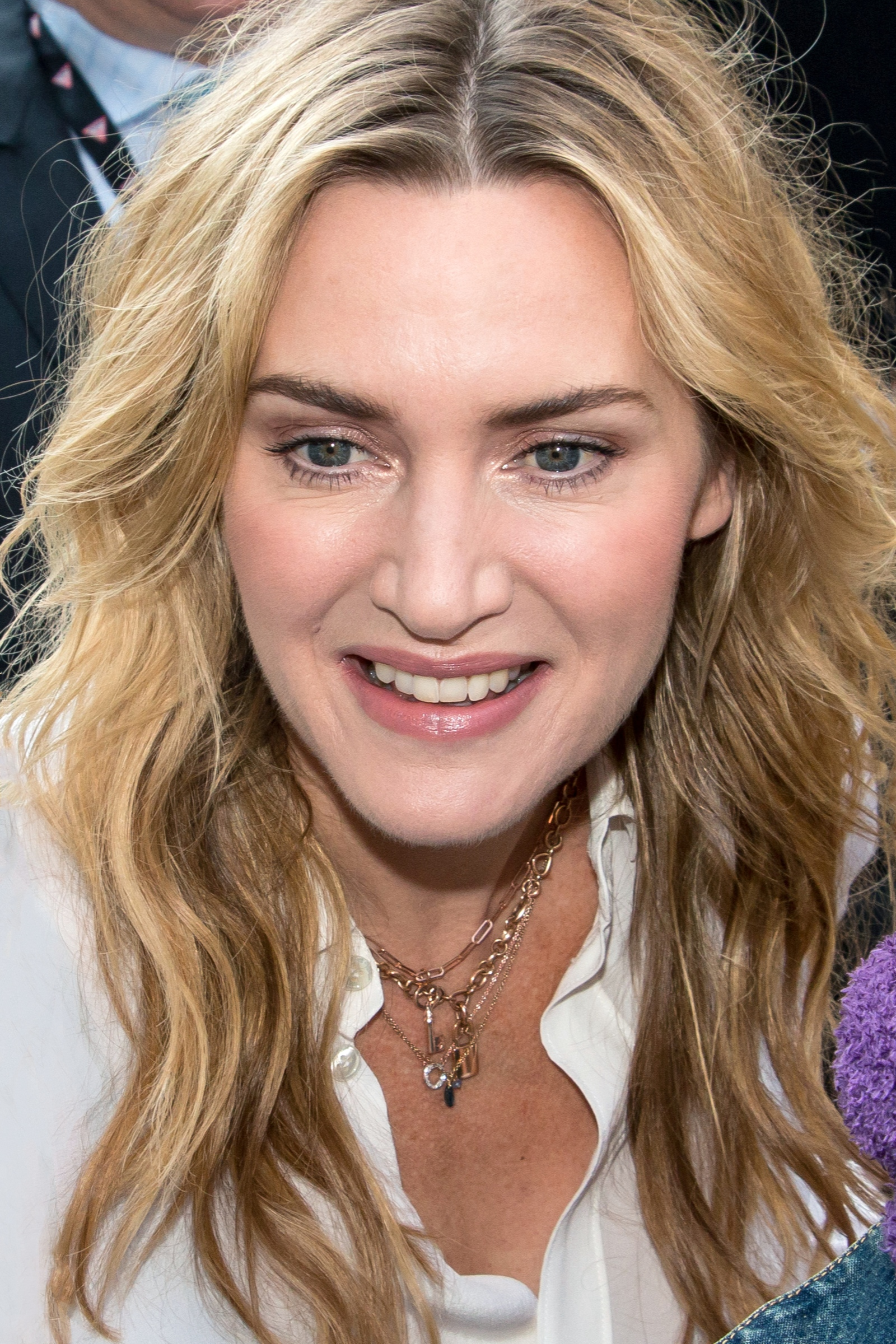
Kate Winslet (* 1975)

- Winsloe, Alfred (1852–1931), britischer Admiral
- Winsloe, Christa (1888–1944), deutsch-ungarische Schriftstellerin, Drehbuchautorin und Dramatikerin
- Winslow, Charles (1888–1963), südafrikanischer Tennisspieler
- Winslow, Charles-Edward Amory (1877–1957), US-amerikanischer Bakteriologe und Experte für Public Health
- Winslow, Don (* 1953), US-amerikanischer Schriftsteller
- Winslow, Edward (1595–1655), englischer Puritaner; Gouverneur der Plymouth Colony
- Winslow, Jacob (1669–1760), dänischer Anatom in Paris
- Winslow, James (* 1983), britischer Rennfahrer
- Winslow, Josiah († 1680), englischer Puritaner; Gouverneur der Plymouth Colony
- Winslow, Justise (* 1996), US-amerikanischer Basketballspieler
- Winslow, Kathryn (* 1973), kanadische Schauspielerin
- Winslow, Kellen (* 1957), US-amerikanischer American-Football-Spieler
- Winslow, Michael (* 1958), US-amerikanischer SchauspielerMichael Winslow (* 1958)

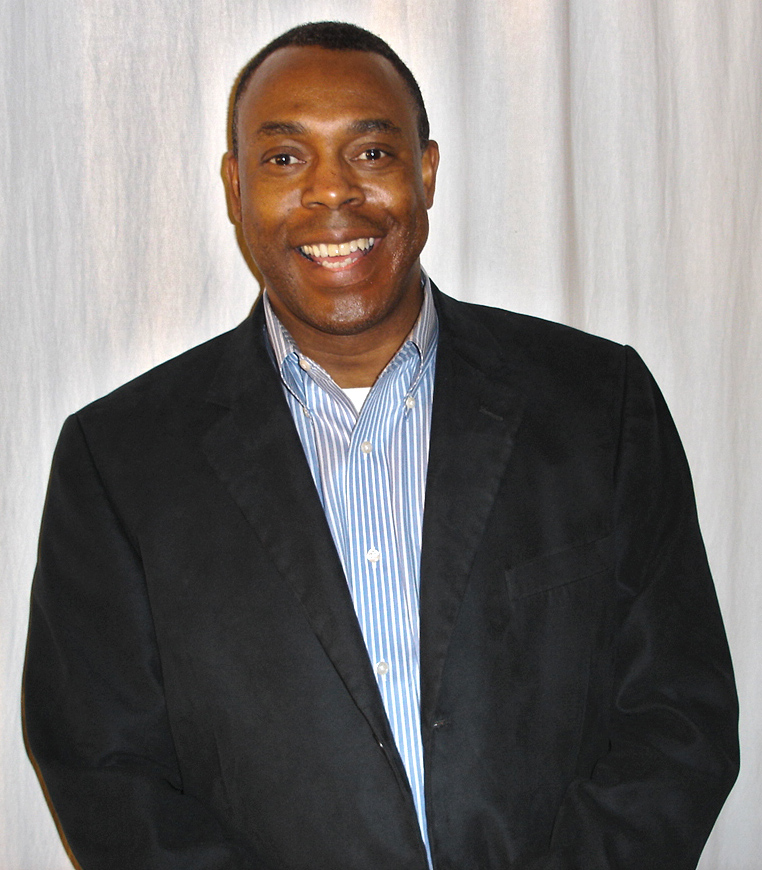
Michael Winslow (* 1958)

- Winslow, Ola Elizabeth (1885–1977), US-amerikanische Literaturwissenschaftlerin, Hochschullehrerin und Biografin
- Winslow, Poul (* 1951), dänischer Pfeifenbauer
- Winslow, Samuel (1862–1940), US-amerikanischer Politiker
- Winslow, Stephanie (* 1956), US-amerikanische Sängerin
- Winslow, Warren (1810–1862), US-amerikanischer Politiker
- Winslow-King, Luke (* 1983), US-amerikanischer Singer-Songwriter, Gitarrist und Bandleader

### Winsm
- Winsmann-Steins, Burkhard (* 1948), deutscher Tier- und Jagdfotograf

### Winsn
- Winsnes, Andreas Hofgaard (1889–1972), norwegischer Literatur- und Ideenhistoriker
- Winsnes, Rikard (* 1968), schwedischer Schachspieler

### Winso
- Winson (* 1975), deutscher Musiker und Radiomoderator
- Winsor, Justin (1831–1897), US-amerikanischer Historiker, Schriftsteller und Bibliothekar

### Winst
- Winstanley, Alan (* 1952), britischer Musikproduzent und Songwriter
- Winstanley, Chelsea (* 1976), neuseeländische Filmproduzentin und Filmregisseurin
- Winstanley, Dean (* 1981), englischer Dartspieler
- Winstanley, Diana (1960–2006), britische Wirtschaftswissenschaftlerin
- Winstanley, Gerrard (1609–1676), englischer Bodenreformer, christlicher Frühkommunist
- Winstanley, Lorraine (* 1975), englische Dartspielerin
- Winstanley, Michael Winstanley, Baron (1918–1993), britischer Arzt, Moderator und Politiker (Liberal Party)
- Winstanley, William (1628–1698), englischer Dichter, Historiker und Satiriker
- Winstead, Charles (1891–1973), US-amerikanischer Mitarbeiter des FBI
- Winstead, Mary Elizabeth (* 1984), US-amerikanische SchauspielerinMary Elizabeth Winstead (* 1984)

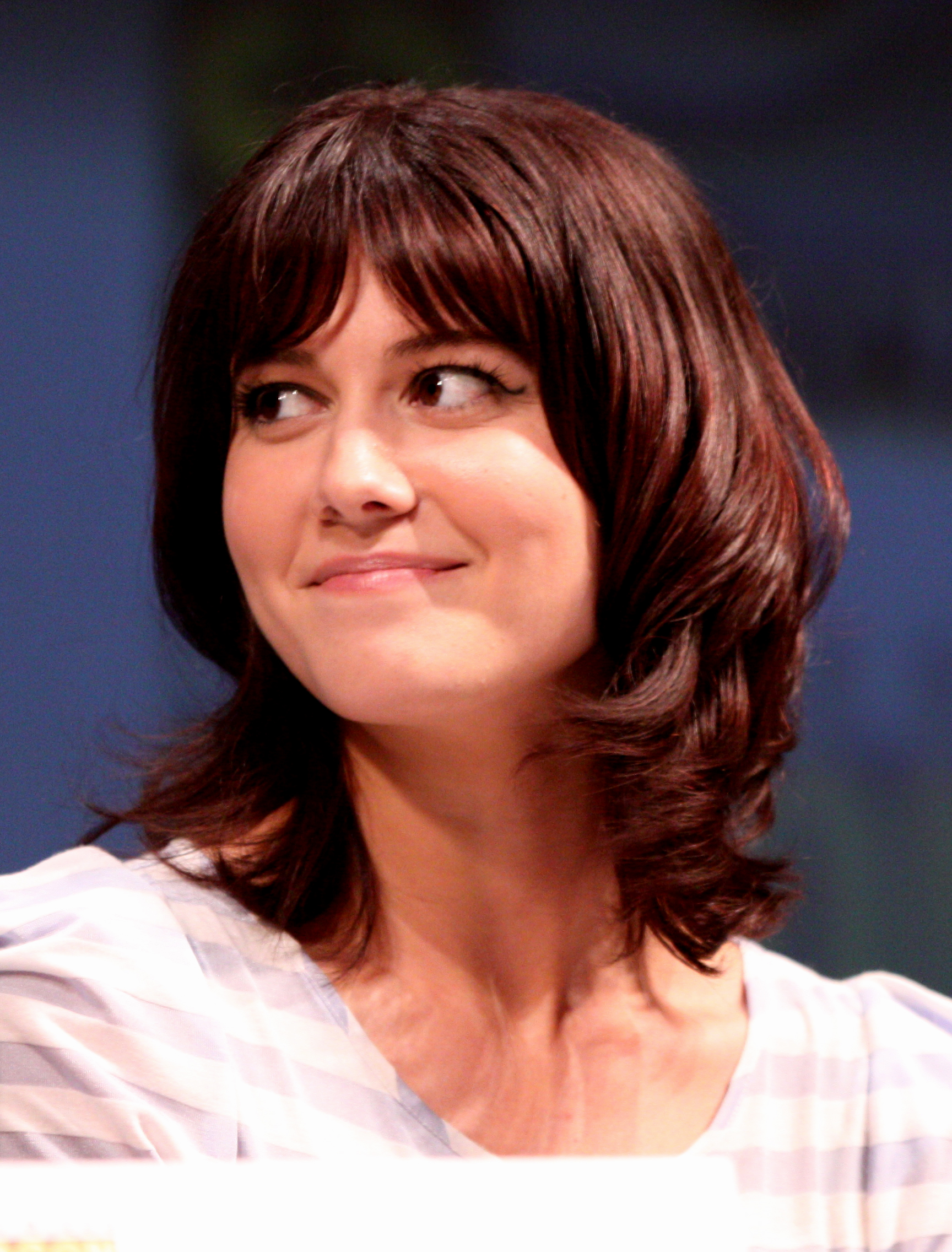
Mary Elizabeth Winstead (* 1984)

- Winstead, W. Arthur (1904–1995), US-amerikanischer Politiker
- Winstedt, Eric Otto (1880–1955), britischer Sprachwissenschaftler, Latinist und Tsiganologe
- Winstedt, Richard Olaf (1878–1966), britischer Orientalist und Kolonialbeamter
- Winstedt, Sarah (1886–1972), irische Medizinerin
- Winstein, Bruce (1943–2011), US-amerikanischer Physiker
- Winstein, Saul (1912–1969), kanadisch-US-amerikanischer Chemiker
- Winsten, Clare (1894–1989), englische Illustratorin, Zeichnerin und Bildhauerin
- Winston Newson, Mary (1869–1959), US-amerikanische Mathematikerin und Hochschullehrerin
- Winston, Charlie (* 1978), britischer Sänger-SongschreiberCharlie Winston (* 1978)

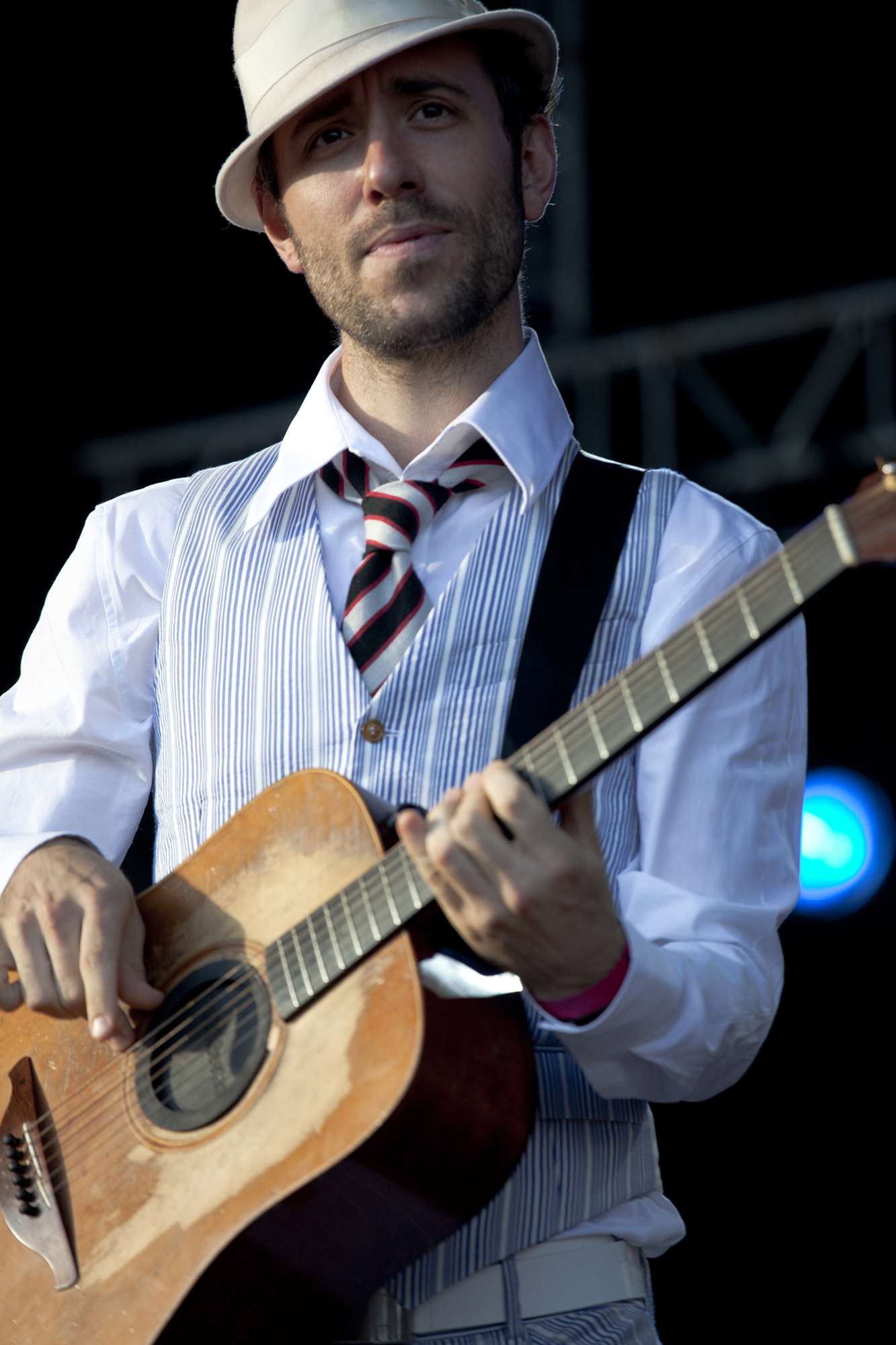
Charlie Winston (* 1978)

- Winston, Clara (1921–1983), US-amerikanische Übersetzerin und Schriftstellerin
- Winston, Douglas (1932–2021), australischer Leichtathlet
- Winston, Fountain (1793–1834), US-amerikanischer Politiker
- Winston, Francis D. (1857–1941), US-amerikanischer Jurist und Politiker
- Winston, George (1949–2023), US-amerikanischer Komponist, Pianist und Arrangeur
- Winston, Harry (1896–1978), US-amerikanischer Juwelier
- Winston, Hattie (* 1945), US-amerikanische Sängerin und Schauspielerin
- Winston, Henry (1911–1986), US-amerikanischer Politiker der Kommunistischen Partei der USA (CPUSA)
- Winston, Jameis (* 1994), US-amerikanischer American-Football-Spieler
- Winston, John (1927–2019), britischer Schauspieler
- Winston, John A. (1812–1871), US-amerikanischer Politiker, 15. Gouverneur von Alabama
- Winston, Joseph (1746–1815), US-amerikanischer Politiker
- Winston, Kennedy (* 1984), US-amerikanischer Basketballspieler
- Winston, Matt (* 1970), US-amerikanischer Schauspieler
- Winston, Patrick (1943–2019), US-amerikanischer Informatiker
- Winston, Richard (1917–1979), US-amerikanischer Übersetzer und Schriftsteller
- Winston, Robert (* 1940), britischer Arzt, Politiker und Moderator
- Winston, Rory, US-amerikanischer Schriftsteller
- Winston, Seth (1950–2015), US-amerikanischer Drehbuchautor, Regisseur und Filmproduzent
- Winston, Stan (1946–2008), US-amerikanischer Experte für Special Effects und Makeup-Design
- Winstone, Howard (1939–2000), britischer Boxer im Federgewicht
- Winstone, Norma (* 1941), britische Jazz-Sängerin und -Hochschullehrerin
- Winstone, Ray (* 1957), britischer SchauspielerRay Winstone (* 1957)

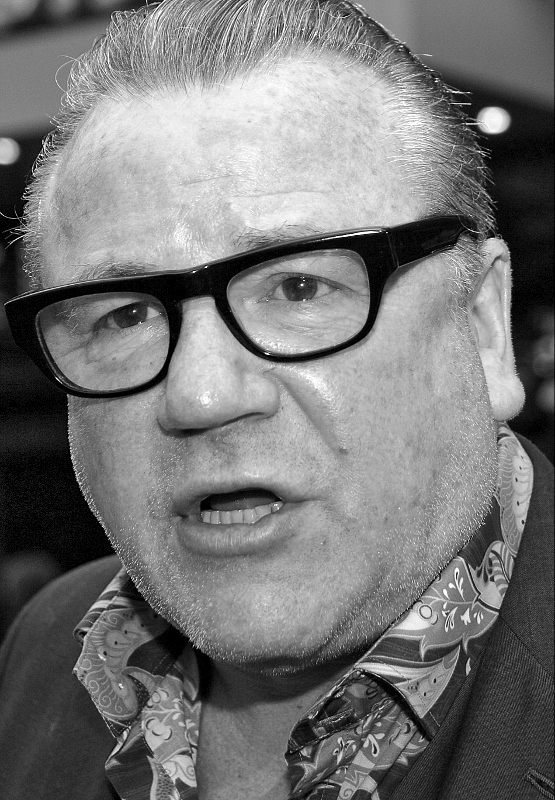
Ray Winstone (* 1957)

- Winstrup, Laurits Albert (1815–1889), dänischer Architekt und Bauinspektor
- Winstrup, Peder (1605–1679), dänisch-schwedischer Geistlicher, Bischof von Lund